# 3209 Бухвальд
3209 Бухвальд (3209 Buchwald) — астероїд головного поясу, відкритий 24 січня 1982 року.
Тіссеранів параметр щодо Юпітера — 3,664.